# Yari Gugliucci
Yari Gugliucci (Salerno, 15 ottobre 1974) è un attore italiano.

## Biografia
Nato a Salerno, Yari (nome di origine Sioux) vi trascorre l'infanzia e l'adolescenza. Già a 13 anni debutta presso il Teatro San Genesio di Salerno. Dopo la maturità classica, nel 2001 si laurea in sociologia presso l'Università degli Studi di Salerno e successivamente consegue una laurea specialistica in filosofia.
Esordisce nel cinema nel 1996 con il film Isotta di Maurizio Fiume, regista che nel 2003 gli affida il ruolo di Giancarlo Siani, giornalista napoletano assassinato dalla camorra nel 1985, nel film E io ti seguo.
Non mancano collaborazioni con grandi registi, come Lina Wertmüller in Ferdinando e Carolina (1999), dove veste i panni di Gennarino Rivelli, amico del re Borbone, e nel film per la televisione Francesca e Nunziata (2001), e come i Fratelli Taviani nella miniserie televisiva Luisa Sanfelice (2004), nel ruolo del giacobino Michele Capopolo.
Il regista polacco Rebinsky lo vuole nel suo riadattamento de La tempesta di William Shakespeare, nel ruolo Caliban, accanto a Michelle Pfeiffer e Kevin Kline. In Gran Bretagna Gugliucci gira anche il film televisivo co-prodotto da BBC e Hbo, La mia casa in Umbria, di Richard Loncraine (2003), accanto a Maggie Smith e Timothy Spall, con il quale lavora di nuovo nel 2008 nel remake di Camera con vista, di Nicholas Renton prodotto da Itv.
Yari Gugliucci lavora quindi in televisione vestendo i panni di uno strampalato avvocato divorzista in Cuore contro cuore di Riccardo Mosca. Con Stefano Reali gira la miniserie televisiva Eravamo solo mille (2006), nel ruolo dell'ultimo re di Napoli, Francesco II, e Caruso, la voce dell'amore (2012), in quello di Giovanni Caruso.
Nel 2022 veste i panni dell'avvocato Luigi Abbamondi nella seconda stagione della serie TV Mina Settembre. 
È autore del romanzo Billy Sacramento.

## Filmografia

### Cinema
- Isotta, regia di Maurizio Fiume (1996)
- Ferdinando e Carolina, regia di Lina Wertmüller (1999)
- Un anno in campagna, regia di Marco Di Tillo (2000)
- E io ti seguo, regia di Maurizio Fiume (2003)
- My House in Umbria, regia di Richard Loncraine (2003)
- Stai con me, regia di Livia Giampalmo (2004)
- Nero bifamiliare, regia di Federico Zampaglione (2007)
- Voce del verbo amore, regia di Andrea Manni (2007)
- Ce n'è per tutti, regia di Luciano Melchionna (2009)
- Era di marzo, regia di Asia Argento (2013) - Cortometraggio
- Mister Felicità, regia di Alessandro Siani (2017)
- Psychedelic, regia di Davide Cosco (2021)
- Tramite amicizia, regia di Alessandro Siani (2023)
- In the Fire, regia di Conor Allyn (2023)
- La scommessa - Una notte in corsia, regia di Giovanni Dota (2024)

### Televisione
- La piovra 8 - Lo scandalo, regia Giacomo Battiato – miniserie TV (1997)
- Un medico in famiglia – serie TV (1999)
- Valeria medico legale - serie TV (2000 -2002)
- Angelo il custode – serie TV (2001)
- Francesca e Nunziata, regia di Lina Wertmüller – film TV (2001)
- Cuore contro cuore – serie TV (2004)
- Luisa Sanfelice, regia di Paolo e Vittorio Taviani – miniserie TV (2004)
- Il capitano – serie TV (2005)
- Regina dei fiori, regia di Vittorio Sindoni – miniserie TV (2005)
- A voce alta, regia di Vincenzo Verdecchi – miniserie TV (2006)
- Eravamo solo mille, regia di Stefano Reali – miniserie TV (2006)
- A Room with a View, regia di Nick Renton – film TV (2007)
- Donne sbagliate, regia di Monica Vullo – miniserie TV (2007)
- Nassiriya - Per non dimenticare, regia di Michele Soavi – miniserie TV (2007)
- Miacarabefana.it, regia di Lodovico Gasparini – Film TV (2009)
- I delitti del cuoco – serie TV (2010)
- Baciati dall'amore, regia di Claudio Norza – miniserie TV (2011)
- Caruso, la voce dell'amore, regia di Stefano Reali – miniserie TV (2012)
- Rodolfo Valentino - La leggenda, regia di Alessio Inturri, Luigi Parisi – miniserie TV (2014)
- Furore – serie TV (2014)
- Sirene – serie TV (2017)
- La vita promessa – serie TV (2018)
- I bastardi di Pizzofalcone – serie TV, episodio 3x02 (2021)
- Luce dei tuoi occhi – serie TV, episodi 1x02-1x03-1x04 (2021)
- Mina Settembre – serie TV (2022-in corso)
- La luce nella masseria, regia di Tiziana Aristarco e Riccardo Donna – film TV (2024)